# Bactrododema hecticum
Bactrododema hecticum är en insektsart som först beskrevs av Lichtenstein 1796.  Bactrododema hecticum ingår i släktet Bactrododema och familjen Diapheromeridae. Inga underarter finns listade.